# Aimée Campton
Emily Straham Cager, dite Aimée Campton ou Miss Campton, née le 6 avril 1882 à Brighton et morte le 21 novembre 1930 à Paris 17e, est une artiste de music-hall et une actrice française d'origine anglaise.

## Biographie
Née à Brighton et élevée à Londres, Emily Cager arrive à Paris au moment de l'Exposition universelle de 1900 et n'en repartira plus. Danseuse de revue dans une troupe anglaise, elle rencontre l'acteur Charles Prince qu'elle épouse le 20 décembre de la même année,. Le 1er février suivant, naît leur fille unique Renée Petitdemange (1901-1993). Divorcée en avril 1905, elle se produit désormais sur les scènes de théâtre et de music-hall et, à partir de 1912, sur les plateaux de cinéma où elle crée le rôle-titre de la série Maud sous la direction de René Hervil.
Après la Grande Guerre, elle devient la compagne de Paul Derval, le directeur et propriétaire des Folies-Bergère et cesse progressivement de se produire sur scène. C'est à leur domicile de la rue Alphonse-de-Neuville qu'elle meurt en 1930 à l'âge de 48 ans des suites d'une longue maladie.
Aimée Campton est inhumée le 25 novembre 1930 au cimetière Montmartre, après une cérémonie religieuse en l'église Saint-François-de-Sales de Paris.

## Théâtre
1905 : Entente Cordiale, revue de Robert de Flers, avec Marie Marville comme partenaire au théâtre des Capucines.
1908 : La Revue des Folies-Bergère, revue de P.-L. Flers, aux Folies-Bergère

## Filmographie
- 1912 : Le Charme de Maud, de René Hervil : Maud
- 1913 : Maud amoureuse, de René Hervil : Maud
- 1914 : Maud en culottes, de et avec René Hervil : Maud
- 1914 : Maud en chiffons, de et avec René Hervil : Maud
- 1914 : Maud clubman, de et avec René Hervil : Maud
- 1914 : Le Gant de Maud, de René Hervil : Maud
- 1915 : Maud et tante Zélie, de et avec René Hervil : Maud
- 1915: Maud cambrioleur, de René Hervil: Maud
- 1916 : Anana secrétaire intime, de Maurice Poggi : Henriette[8].